# Alpha Arietis
Désignations
Alpha Arietis (α Ari / α Arietis) est l'étoile la plus brillante de la constellation du Bélier. Son nom est Hamal, qui vient de l'arabe al-ḥamal. Avec une magnitude apparente de +2,0, c'est l'une des étoiles les plus brillantes du ciel nocturne. En se basant sur les mesures de parallaxe faites par le télescope spatial Hipparcos,, α Arietis est située à 20,2 ± 0,1 pc (∼65,9 al) de la Terre. Il s'agit d'une étoile géante qui pourrait héberger une planète de masse supérieure à Jupiter.

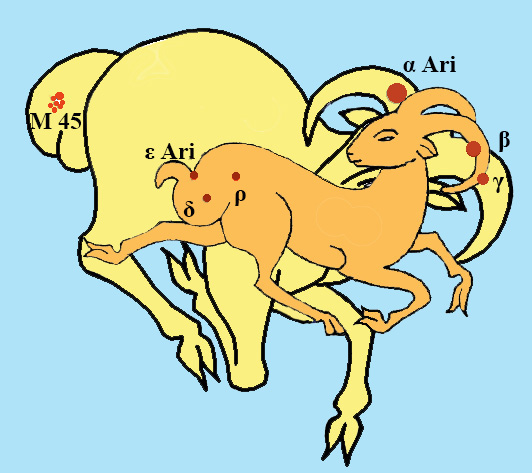
Les deux figures de al-Ḥamal, littéralement « l'Agneau mâle de moins d’un an dans l'astronomie arabe.

## Nomenclature et histoire

### Du ciel arabe traditionnel à l'UAI
Alpha Arietis / α Ari , latinisé Alpha Arietis, est la désignation de Bayer de l'étoile. La lettre α lui a été assignée par Johann Bayer lui-même dans son atlas céleste, l'Uranometria. Sa désignation de Flamsteed est 13 Arietis.
Hamal est le nom de l'étoile la plus brillante de la constellation du Bélier, soit Alpha Arietis / α Ari, aujourd'hui retenu par l'Union astronomique internationale . Ce nom a été Introduit par Giuseppe Piazzi (1814), à partir de la transcription AlHámal du nom de la constellation faite dans la traduction du زيجِ سلطانی Zīğ-i Sulṭānī ou « Tables sultaniennes » d’Uluġ Bēg (1437) effectuée par Thomas Hyde (1665).
Il s’agit de l'arabe الحمل (al-Ḥamal) qui est dès avant l'Islam le nom de la figure venu de Babylone par les vieux calendriers. Il ne signifie pas « le Bélier », contrairement à ce qui est souvent affirmé, mais « l'Agneau mâle [de moins d'un an] »,.

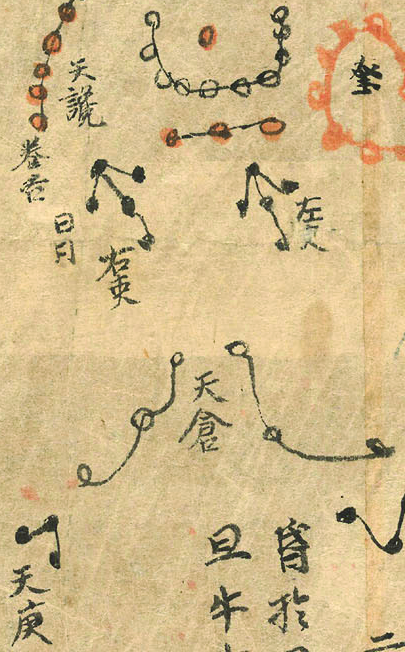
La constellation (星官 xīng guān) de 婁 Lóu sur la Carte de Dunhuang (ca. 649-684). Les 3 étoiles 婁 Lóu, comme celles du石氏星经 Shí shì xīng jīn, « le Canon astral de Maître Shí », y sont indiquées en rouge.

Comme il est possible de confondre l'étoile et la constellation, Alpha Arietis était également (mais rarement) appelée راس الحمل (Rās al-ḥamal), « la tête du bélier ». 
El Nath est un autre nom de α Ari. C’est l’arabe النتح al-Natḥ, « le Coup de corne » apparu dans des catalogues arabes tardifs, le nom classique dans le ciel arabe traditionnel étant الناتح al-Nātiḥ, « Celui qui donne un coup de corne »,. Dans la traduction du یجِ سلطانی Zīğ-i Sulṭānī ou « Tables sultaniennes » d’Uluġ Bēg (1437), Thomas Hyde (1665) signale le forme ‘Nàt’h à côté de ‘AlNâtih’, et, par l’intermédiaire du philologue Friedrich Wilhelm Lach (1796) qui retranscrit ‘el-natih’ et ‘el-nath’, Johann Elert Bode (1801) donne le nom el-nath. Relevé sous la transcription al-Natḥ par Richard Allen (1899), il poursuit son cours dans les catalogues,,.

### En Chine
娄宿三 Lóu xiù sān est, dans l’astronomie chinoise, le nom de α Ari, soit la 3e étoile (星 xīng) de la constellation (星官 xīng guān) de 婁 Lóu, « le Parc des bêtes (vaches ou brebis) destinées au sacrifice », qui correspond au groupe βγα Ari dans le 石氏星经 Shí shì xīng jīn, « le Canon astral de Maître Shí », c’est-à-dire l'école astronomique de Shi Shen (ca. 350 av. è. c.),.

## Repérage
Hamal se trouve approximativement dans le prolongement vers l'Est de l'axe Alphératz-Scheat du Grand carré de Pégase.
Hamal forme avec Diphda de la Baleine et Alphératz d'Andromède le Triangle d'automne.

## Propriétés
Le type spectral d'Hamal est K2 III Ca-1, avec une classe de luminosité de III qui indique qu'il s'agit d'une étoile qui a consommé l'hydrogène de son noyau et qui est devenue une géante rouge. La notation « Ca-1 » de son type indique que les raies de calcium de son spectre sont plus faibles que la normale. Sa masse serait de 50 % supérieure à celle du Soleil, tandis que les mesures interférométriques montrent qu'elle a un diamètre qui lui est 15 fois supérieur. Malgré sa grande circonférence, α Arietis tourne avec une vitesse azimutale équatoriale légèrement plus rapide que celle du Soleil, en ayant une rotation stellaire de 3,44 km s−1.
Alpha Arietis rayonne environ 91 fois la luminosité du Soleil depuis son atmosphère stellaire, à une température effective de 4 480 K. C'est plus froid que la surface du Soleil, et lui donne sa teinte orangée typique des étoiles de classe K. Elle est suspectée d'être légèrement variable, avec une amplitude de 0,06 magnitude. L'abondance des éléments autres que l'hydrogène et l'hélium, ou autrement dit la métallicité de l'étoile est environ à peine la moitié de celle du Soleil.

## Système planétaire
En 2011, la présence probable d'une exoplanète en orbite autour d'Hamal a été rapportée par Byeong-Cheol Lee et al. Elle a été détectée en utilisant la méthode des vitesses radiales, en se basant sur des mesures faites entre 2003 et 2010 à Observatoire astronomique optique Bohyunsan en Corée. L'objet a une période orbitale de 381 jours et une excentricité de 0,25. L'estimation basse de la masse de cet objet est d'environ 1,8 fois la masse de Jupiter. Le demi-grand axe de la planète est estimé à 1,2 UA, ce qui lui ferait un périapside de 0,9 UA et un apoapside de 1,5 UA.
| Planète         | Masse (MJ)  | Période orbitale (d) | Demi-grand axe (UA) | Excentricité |
| --------------- | ----------- | -------------------- | ------------------- | ------------ |
| Alpha Arietis b | ≥ 1,8 ± 0,2 | 380,8 ± 0,3          | 1,2                 | 0,25 ± 0,03  |

## Dans la culture
La faible distance d'Alpha Arietis par rapport à l'écliptique lui a donné une importance plus grande que sa luminosité peut le laisser penser. De -2000 à -100 environ, le trajet apparent du Soleil à travers le ciel le conduisait dans le Bélier à l'équinoxe de mars, c'est-à-dire au moment où il franchit le point vernal qui marque le début du printemps dans l'hémisphère nord. Ceci explique pourquoi la plupart des horoscopes débutent, dans les journaux actuels, avec le Bélier. Bien que la précession ait déplacé le point vernal dans les Poissons à l'heure actuelle, Hamal est restée dans l'esprit comme une étoile brillante proche d'une zone importante de la voûte céleste, lorsque les Hommes ont commencé à étudier le ciel nocturne.
Un des autres noms d’Hamal, Hamul, avait été donné à un navire des États-Unis, l'USS Hamul.

## Source
- (en) Cet article est partiellement ou en totalité issu de l’article de Wikipédia en anglais intitulé « Alpha Arietis » (voir la liste des auteurs).